# Marcus Arrecinus Clemens (consul)
Marcus Arrecinus Clemens (? - tussen 83 en 96) was een senator in de 1e eeuw n.Chr.
Hij was de zoon van de gelijknamige praefectus praetorio onder Caligula. De jongere Arrecinus verwierf, hoewel hij senator was, ditzelfde ambt in 70 na de burgeroorlog van het Vierkeizerjaar, daar hij met de Flavische dynastie was verzwagerd: zijn zuster Arrecina Tertulla was de eerste, vroeg gestorven vrouw van de keizerszoon en latere keizer Titus.
Op een niet bekend tijdstip, mogelijk reeds onder Nero, bekleedde Arrecinus Clemens het pretorschap als praetor urbanus.
In 73 werd hij consul suffectus, later legatus Augusti pro praetore (stadhouder) van de provincia Hispania Tarraconensis. In 83 of 84 was hij vermoedelijk voor de tweede keer consul suffectus onder Domitianus. Mogelijk was Arrecinus ook praefectus urbi (maar waarschijnlijk niet, zoals vroeger werd vermoed, curator aquarum).
Hoewel hij tot Domitianus' vertrouwelingen behoorde, werd hij door de keizer op een niet bekend tijdstip geëxecuteerd.